# セルゲイ・セマク
セルゲイ・セマク（ロシア語: Сергей Богданович Семак, 1976年2月27日 - ）は、ウクライナ出身の元ロシア代表サッカー選手。サッカー指導者。現役時代のポジションはミッドフィールダー。現在はロシアサッカー・プレミアリーグのFCゼニト・サンクトペテルブルクの監督を務めている。

## 来歴

### クラブ
セマクは、ウクライナのルハンシク州・シチャンスケ村で生まれた。1992年、FCプレスニャ・モスクワでプロデビュー。同年の後半には、FCカレリア・ペトロザヴォドスクでプレーするが、1993年にFCプレスニャ・モスクワに復帰する（後にプレスニャ・モスクワはアスマラル・モスクワと改称している）。1994年、PFC CSKAモスクワへ移籍。キャプテンとして、ロシア・リーグ1回、ロシア・カップ2回、2004-05シーズンのUEFAカップ制覇に貢献した。2005年、フランスのパリ・サンジェルマンFCへ移籍。それなりの出場機会を与えられたものの、わずか1年でロシアへ帰国し、2006年、FCモスクワへ移籍。2008年、FCルビン・カザンへ移籍。1年目ながらも、キャプテンとしてルビン・カザン躍進の立役者として初のリーグ優勝に貢献した。2010年8月、ルビン・カザンでチームメイトであったアレクサンドル・ブハロフと共にFCゼニト・サンクトペテルブルクへ移籍。
2013年夏に現役を引退、2014年3月11日、古巣ゼニト・サンクトペテルブルクの暫定監督に就任した。

### 代表歴
セマクは1997年に国際試合初出場を果たし、2002 FIFAワールドカップにも出場した。
2006年にフース・ヒディンクが代表監督に就任すると、セマクは居場所を失い、EURO2008予選では代表から外された。しかし、本大会直前に代表チームに呼び戻された。EURO2008開幕前の親善試合であるカザフスタン戦では初めてロシア代表のキャプテンを務めた。EURO2008のオランダ戦では、代表通算50試合出場を達成した。
2009年に入ってからは、キャプテンの座をアンドレイ・アルシャーヴィンに譲っているが、アルシャーヴィン不在時にはキャプテンを務めている。

## 人物
- 家族構成は両親と兄と弟2人。セマクは次男にあたる。兄はFCクバン・クラスノダールなどでプレーしたアンドレイ・セマク（Andrei SEMAK、1974年12月9日 - ）。一番下の弟はニカ・モスクワに所属しているMFニコライ・セマク（Nikolai SEMAK、1986年11月7日 - ）。
- 憧れている選手は、ジネディーヌ・ジダン。
- 愛読書は、「Captain Blood」。
- 趣味はテレホンカード収集。
- 好きな食べ物は、ヴァレーニキ。
- 既婚者であり、子持ちである。離婚歴あり。

## 代表歴

### 出場大会
- ロシア代表
  - 2002 FIFAワールドカップ

### 試合数
- 国際Aマッチ 66試合 4得点（1997年-2010年）[3]

| ロシア代表 | 国際Aマッチ | 国際Aマッチ |
| 年         | 出場        | 得点        |
| ---------- | ----------- | ----------- |
| 1997       | 1           | 0           |
| 1998       | 9           | 0           |
| 1999       | 5           | 0           |
| 2000       | 6           | 0           |
| 2001       | 8           | 1           |
| 2002       | 6           | 2           |
| 2003       | 4           | 1           |
| 2004       | 0           | 0           |
| 2005       | 4           | 0           |
| 2006       | 1           | 0           |
| 2007       | 0           | 0           |
| 2008       | 12          | 0           |
| 2009       | 9           | 0           |
| 2010       | 1           | 0           |
| 通算       | 66          | 4           |

## 獲得タイトル
- PFC CSKAモスクワ
  - ロシアサッカー・プレミアリーグ：1 (2003)
  - ロシア・カップ：2 (2002, 2005)
  - ロシア・スーパーカップ (2004)
  - UEFAカップ：1 (2004-05)

- パリ・サンジェルマンFC
  - クープ・ドゥ・フランス (2006)

- FCルビン・カザン
  - ロシアサッカー・プレミアリーグ：2 (2008, 2009)
  - CISカップ：1 (2010)
  - ロシア・スーパーカップ：1 (2010)

- FCゼニト・サンクトペテルブルク
  - ロシアサッカー・プレミアリーグ：1 (2010,2011-2012)
  - ロシア・スーパーカップ (2011)